# Bousselam
Bousselam est une commune de la wilaya de Sétif en Algérie.

## Géographie
La commune de Bousselam se situe à l’extrême nord ouest de la wilaya de Sétif et fait partie administrativement de la daïra de Bouandas. Elle est limitée au nord par la commune de Kendira de la wilaya de Béjaïa, au sud par Beni Chebana et Talaifacene, à l'est par Aït Naoual Mezada et Bouandas et à l'ouest par Beni Ourtilane et Beni Mouhli.
Le territoire de Bousselam est traversé au sud par l'oued Bousselam (l'affluent Est du Oued Soummam) et elle se trouve au cœur de la chaine des Babors, le point culminant de la commune étant le mont Takintoucht de la commune KENDIRA wilaya du Bejaia culminant à 1 700 mètres.
La commune de Bousselam est constituée des villages : Aguemoune, Aïn Dokkar (le chef-lieu de la commune), Aït Amara,Aït Cheurfa , Aït Sidi Nsser, Aouna, Boukerchi, Bouzekout, Helia, Ighil Lakseur, Izaabaren, Izaatiten, Lakseur, Ouslouf, Souk El Had (le souk hebdomadaire chaque dimanche, devenu un village peuplé en majorité par les gens venant d'Aït Amara), Tagma, Tarezout, Taskafat, Tizguine, Tizi N'Tagma, Zerkoun, Iaatiwan, Outhrouch, Tala N'tminta , Ighrem